# Judo under sommer-OL 2024
Judo under sommer-OL 2024 fandt sted 27. juli - 3. august og blev afviklet i Grand Palais Éphémère. Der bliver kvalificeret 372 judokæmpere til de i alt 14 individuelle discipliner for både herrer og damer.  

## Medaljefordeling

### Medaljetabel
*   Værtsnation ( Frankrig)
| Rank            | NOC             | Guld | Sølv | Bronze | Total |
| --------------- | --------------- | ---- | ---- | ------ | ----- |
| 1               | Japan           | 3    | 2    | 3      | 8     |
| 2               | Frankrig*       | 2    | 2    | 6      | 10    |
| 3               | Aserbajdsjan    | 2    | 0    | 0      | 2     |
| 4               | Georgien        | 1    | 2    | 0      | 3     |
| 5               | Brasilien       | 1    | 1    | 2      | 4     |
| 6               | Usbekistan      | 1    | 0    | 2      | 3     |
| 7               | Kasakhstan      | 1    | 0    | 1      | 2     |
| 8               | Canada          | 1    | 0    | 0      | 1     |
| 8               | Slovenien       | 1    | 0    | 0      | 1     |
| 8               | Kroatien        | 1    | 0    | 0      | 1     |
| 8               | Italien         | 1    | 0    | 0      | 1     |
| 12              | Sydkorea        | 0    | 2    | 3      | 5     |
| 13              | Israel          | 0    | 2    | 1      | 3     |
| 14              | Kosovo          | 0    | 1    | 1      | 2     |
| 15              | Mongoliet       | 0    | 1    | 0      | 1     |
| 15              | Tyskland        | 0    | 1    | 0      | 1     |
| 15              | Mexico          | 0    | 1    | 0      | 1     |
| 18              | Tadsjikistan    | 0    | 0    | 2      | 2     |
| 18              | Moldova         | 0    | 0    | 2      | 2     |
| 20              | Kina            | 0    | 0    | 1      | 1     |
| 20              | Portugal        | 0    | 0    | 1      | 1     |
| 20              | Grækenland      | 0    | 0    | 1      | 1     |
| 20              | Sverige         | 0    | 0    | 1      | 1     |
| 20              | Spanien         | 0    | 0    | 1      | 1     |
| 20              | Belgien         | 0    | 0    | 1      | 1     |
| 20              | Østrig          | 0    | 0    | 1      | 1     |
| Total (26 NOCs) | Total (26 NOCs) | 15   | 15   | 30     | 60    |

### Mænd
| Event   | Guld                            | Sølv                          | Bronze                               |
| ------- | ------------------------------- | ----------------------------- | ------------------------------------ |
| 60 kg   | Yeldos Smetov · Kasakhstan      | Luka Mkheidze · Frankrig      | Ryuju Nagayama · Japan               |
| 60 kg   | Yeldos Smetov · Kasakhstan      | Luka Mkheidze · Frankrig      | Francisco Garrigós · Spanien         |
| 66 kg   | Hifumi Abe · Japan              | Willian Lima · Brasilien      | Gusman Kyrgyzbayev · Kasakhstan      |
| 66 kg   | Hifumi Abe · Japan              | Willian Lima · Brasilien      | Denis Vieru · Moldova                |
| 73 kg   | Hidayet Heydarov · Aserbajdsjan | Joan-Benjamin Gaba · Frankrig | Adil Osmanov · Moldova               |
| 73 kg   | Hidayet Heydarov · Aserbajdsjan | Joan-Benjamin Gaba · Frankrig | Soichi Hashimoto · Japan             |
| 81 kg   | Takanori Nagase · Japan         | Tato Grigalashvili · Georgien | Lee Joon-hwan · Sydkorea             |
| 81 kg   | Takanori Nagase · Japan         | Tato Grigalashvili · Georgien | Somon Makhmadbekov · Tadsjikistan    |
| 90 kg   | Lasha Bekauri · Georgien        | Sanshiro Murao · Japan        | Maxime-Gaël Ngayap Hambou · Frankrig |
| 90 kg   | Lasha Bekauri · Georgien        | Sanshiro Murao · Japan        | Theodoros Tselidis · Grækenland      |
| 100 kg  | Zelym Kotsoiev · Aserbajdsjan   | Ilia Sulamanidze · Georgien   | Peter Paltchik · Israel              |
| 100 kg  | Zelym Kotsoiev · Aserbajdsjan   | Ilia Sulamanidze · Georgien   | Muzaffarbek Turoboyev · Usbekistan   |
| +100 kg | Teddy Riner · Frankrig          | Kim Min-jong · Sydkorea       | Temur Rakhimov · Tadsjikistan        |
| +100 kg | Teddy Riner · Frankrig          | Kim Min-jong · Sydkorea       | Alisher Yusupov · Usbekistan         |

### Kvinder
| Event  | Guld                            | Sølv                                | Bronze                          |
| ------ | ------------------------------- | ----------------------------------- | ------------------------------- |
| 48 kg  | Natsumi Tsunoda · Japan         | Bavuudorjiin Baasankhüü · Mongoliet | Shirine Boukli · Frankrig       |
| 48 kg  | Natsumi Tsunoda · Japan         | Bavuudorjiin Baasankhüü · Mongoliet | Tara Babulfath · Sverige        |
| 52 kg  | Diyora Keldiyorova · Usbekistan | Distria Krasniqi · Kosovo           | Larissa Pimenta · Brasilien     |
| 52 kg  | Diyora Keldiyorova · Usbekistan | Distria Krasniqi · Kosovo           | Amandine Buchard · Frankrig     |
| 57 kg  | Christa Deguchi · Canada        | Huh Mi-mi · Sydkorea                | Haruka Funakubo · Japan         |
| 57 kg  | Christa Deguchi · Canada        | Huh Mi-mi · Sydkorea                | Sarah-Léonie Cysique · Frankrig |
| 63 kg  | Andreja Leški · Slovenien       | Prisca Awiti Alcaraz · Mexico       | Clarisse Agbegnenou · Frankrig  |
| 63 kg  | Andreja Leški · Slovenien       | Prisca Awiti Alcaraz · Mexico       | Laura Fazliu · Kosovo           |
| 70 kg  | Barbara Matić · Kroatien        | Miriam Butkereit · Tyskland         | Michaela Polleres · Østrig      |
| 70 kg  | Barbara Matić · Kroatien        | Miriam Butkereit · Tyskland         | Gabriella Willems · Belgien     |
| 78 kg  | Alice Bellandi · Italien        | Inbar Lanir · Israel                | Ma Zhenzhao · Kina              |
| 78 kg  | Alice Bellandi · Italien        | Inbar Lanir · Israel                | Patrícia Sampaio · Portugal     |
| +78 kg | Beatriz Souza · Brasilien       | Raz Hershko · Israel                | Kim Ha-yun · Sydkorea           |
| +78 kg | Beatriz Souza · Brasilien       | Raz Hershko · Israel                | Romane Dicko · Frankrig         |

### Mixed
| Event      | Guld | Sølv | Bronze |
| ---------- | --- | --- | --- |
| Mixed hold | Frankrig (FRA) · Shirine Boukli · Joan-Benjamin Gaba · Amandine Buchard · Walide Khyar · Sarah-Léonie Cysique · Luka Mkheidze · Clarisse Agbegnenou · Alpha Oumar Djalo · Marie-Ève Gahié · Maxime-Gaël Ngayap Hambou · Romane Dicko · Aurélien Diesse · Madeleine Malonga · Teddy Riner | Japan (JPN) · Uta Abe · Hifumi Abe · Haruka Funakubo · Soichi Hashimoto · Natsumi Tsunoda · Ryuju Nagayama · Saki Niizoe · Sanshiro Murao · Miku Takaichi · Takanori Nagase · Aaron Wolf · Rika Takayama · Akira Sone · Tatsuru Saito | Brasilien (BRA) · Daniel Cargnin · Leonardo Gonçalves · Willian Lima · Rafael Macedo · Guilherme Schimidt · Rafael Silva · Larissa Pimenta · Ketleyn Quadros · Rafaela Silva · Beatriz Souza |
| Mixed hold | Frankrig (FRA) · Shirine Boukli · Joan-Benjamin Gaba · Amandine Buchard · Walide Khyar · Sarah-Léonie Cysique · Luka Mkheidze · Clarisse Agbegnenou · Alpha Oumar Djalo · Marie-Ève Gahié · Maxime-Gaël Ngayap Hambou · Romane Dicko · Aurélien Diesse · Madeleine Malonga · Teddy Riner | Japan (JPN) · Uta Abe · Hifumi Abe · Haruka Funakubo · Soichi Hashimoto · Natsumi Tsunoda · Ryuju Nagayama · Saki Niizoe · Sanshiro Murao · Miku Takaichi · Takanori Nagase · Aaron Wolf · Rika Takayama · Akira Sone · Tatsuru Saito | Sydkorea (KOR) · Lee Hye-kyeong · Kim Won-jin · Jung Ye-rin · An Ba-ul · Huh Mi-mi · Kim Ji-su · Lee Joon-hwan · Han Ju-yeop · Yoon Hyun-ji · Kim Ha-yun · Kim Min-jong                      |